# ياكوب رادا
ياكوب رادا (بالتشيكية: Jakub Rada)‏ هو لاعب كرة قدم تشيكي في مركز الوسط، ولد في 5 مايو 1987 في براغ في التشيك. شارك مع منتخب التشيك لكرة القدم. أما مع النوادي، فقد لعب مع بوهيميانز 1905 وسبارتا براغ ونادي سلوفان براتيسلافا ونادي كلادنو ونادي ملادا بوليسلاف.

## وصلات خارجية
- ياكوب رادا على موقع قاعدة بيانات كرة القدم.إي يو (الإنجليزية)
- ياكوب رادا على موقع Soccerway.com (الإنجليزية)